# 塔花瓦松
塔花瓦松（学名：Orostachys chanetii）为景天科瓦松属下的一个种。

## 扩展阅读
- 維基物種上的相關：塔花瓦松